# Раванґла
Раванґла (англ. Ravangla) або Равонґла (Ravongla) — невелике туристичне містечко, розташоване на висоті 2300 м в окрузі Південний Сіккім індійського штату Сіккім. Місто розташоване між Пеллінґом і Ґанґтоком та зв'язане автодорогою з цими та іншими головними містами штату. З міста добре видимі вершини Канченджанґа, Пандім, Сініалчу, Кабру та багато інших. У верхніх частинах міста узимку бувають снігопади. У квітні-травні містечко оточене безліччю орхідей і рододендронів, що квітнуть. Багато туристів відвідують місто через мальвничі краєвиди та чудову природу, зокрема безліч птахів. Зокрема тут мешкають вердитерова мухоловка, калуферка, сірий чекан, темногорлий дрізд, блакитний дрізд-свистун, зеленоспина синиця і білобровий віялохвіст, інколи можна побачити таких птахів як тимелія, зозуля, гірська куріпка і трагопан-сатир.
| Індія | Це незавершена стаття з географії Індії. Ви можете допомогти проєкту, виправивши або дописавши її. |